# Аргентинская университетская реформа

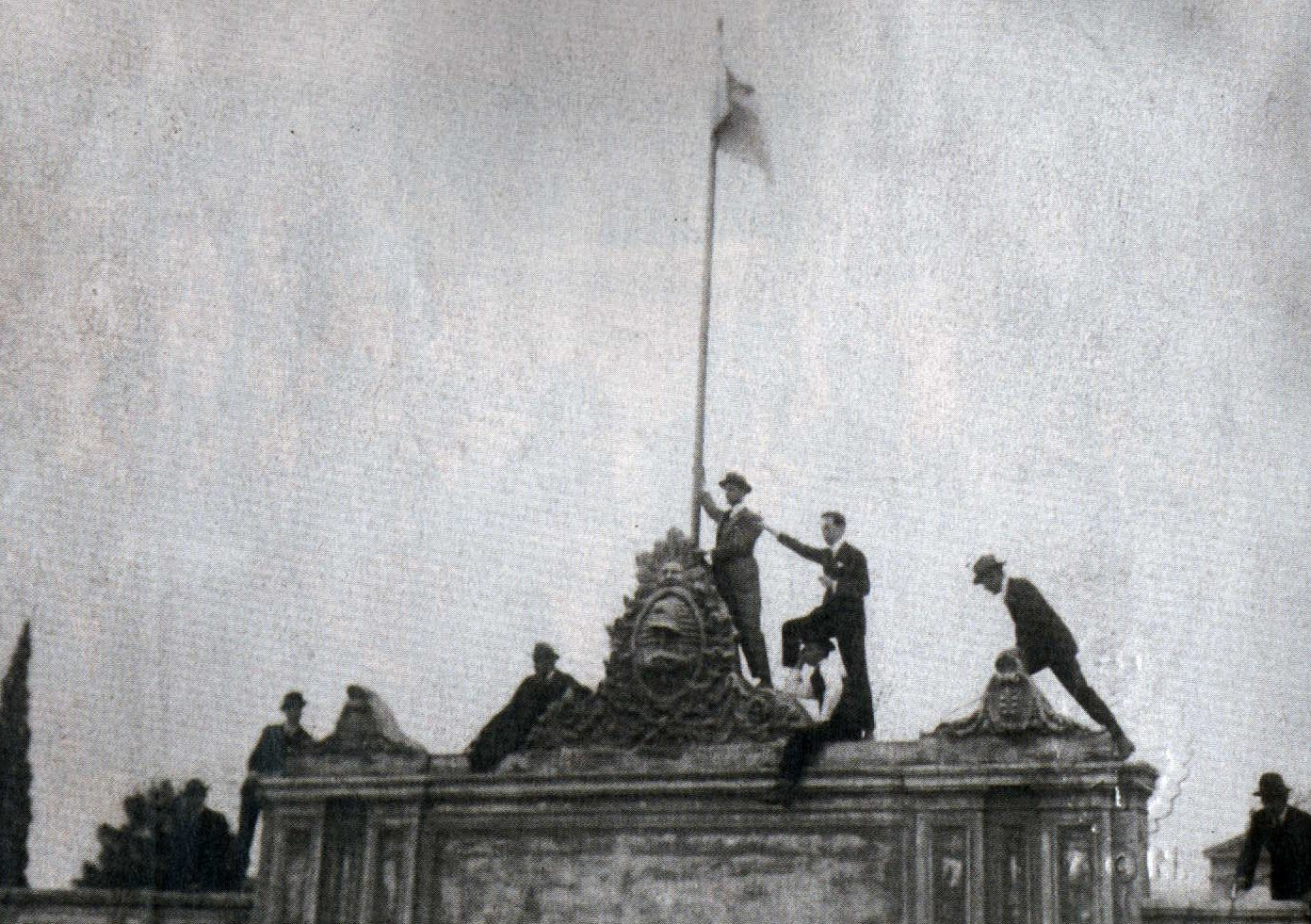
Студенты водружают флаг Аргентины над фронтоном университета Кордовы, 1918

Аргентинская университетская реформа (университетская реформа 1918 года, кордовская университетская реформа) исп. Reforma Universitaria de 1918, Reforma Universitaria de Córdoba — модернизация высшего образования в Аргентине, достигнутая благодаря студенческому реформистскому движению за секуляризацию, демократизацию и автономию университетов в период правления президента Иполито Иригойена.

## Предпосылки
С тех пор, как иезуиты основали первый университет в Аргентине, управление образованием оставалось в руках духовенства и консерваторов высшего сословия. Ими назначалось руководство университетов и нанимались преподаватели, которые, в свою очередь, руководствовались предпочтениями церкви при выборе материала для преподавания. Так, избегалась теория эволюции Дарвина.
В 1916 году в Аргентине пришло к власти первое демократическое правительство, избранное на всеобщих тайных выборах. Президент Иполито Иригойен начал антиолигархические преобразования в стране.
В 1918 году студенты университета Кордовы подняли восстание, требуя пересмотра университетского устава.

## Требования студентов
- Автономия университетов: право высших учебных заведений самостоятельно избирать руководство, преподавателей и изучаемые предметы без вмешательства государства и прочих организаций.[1]
- Совместное управление: равенство всех сторон образовательного процесса (студентов, аспирантов и преподавателей) при участии в управлении университетом.[1]
- Научная модернизация: включение в университетский курс современных научных дисциплин.
- Бесплатное образование: право каждого на университетское образование.[1]
- Секуляризация: освобождение учебных курсов от католической догматики.[1]

## Студенческое восстание в Кордове

### Первые волнения и создание Комитета по реформе
Первые студенческие волнения в Кордове начались ещё в сентябре 1917 года и были связаны с изменениями в работе Клинического госпиталя и в системе подготовки инженеров. Был сформировал Комитет по реформе, состоящий из представителей медицинского, инженерного и юридического факультета, предложивший реформировать устав университета и объявивший забастовку студентов.
1 апреля 1917 года Комитет по реформе представил ректорату подробный документ с предложениями по реформированию, однако руководство университета не поддержало его. В документе Комитет утверждал, что существующий университетский порядок как «устаревший» «элитаристский» «нелепый анахронизм» должен быть устранён «во имя народного суверенитета». Предлагалось ввести выборность руководства университета на определённый срок вместо существовавшей на тот момент системы назначения через закрытые академии с пожизненным членством. Преподавателей предлагалось выбирать по альтернативному конкурсу. Формулируется также предложение о трёхстороннем совместном управлении: университетское собрание (исп. Asamblea Universitaria) должно было состоять из представителей преподавателей, студентов и выпускников. Все выборы должны были проводиться тайным голосованием. Предлагалось ввести систему свободного преподавания, при которой студенты самостоятельно выбирали бы, у какого преподавателя учиться.
Волнения не прекращались, и Высший Совет постановил закрыть университет на неопределённый срок, разрешив вход лишь «учёным».